# Agapetus lepetimnos
Agapetus lepetimnos är en nattsländeart som beskrevs av Malicky 1976. Agapetus lepetimnos ingår i släktet Agapetus och familjen stenhusnattsländor. Inga underarter finns listade i Catalogue of Life.